# Kvetnica (dolina)

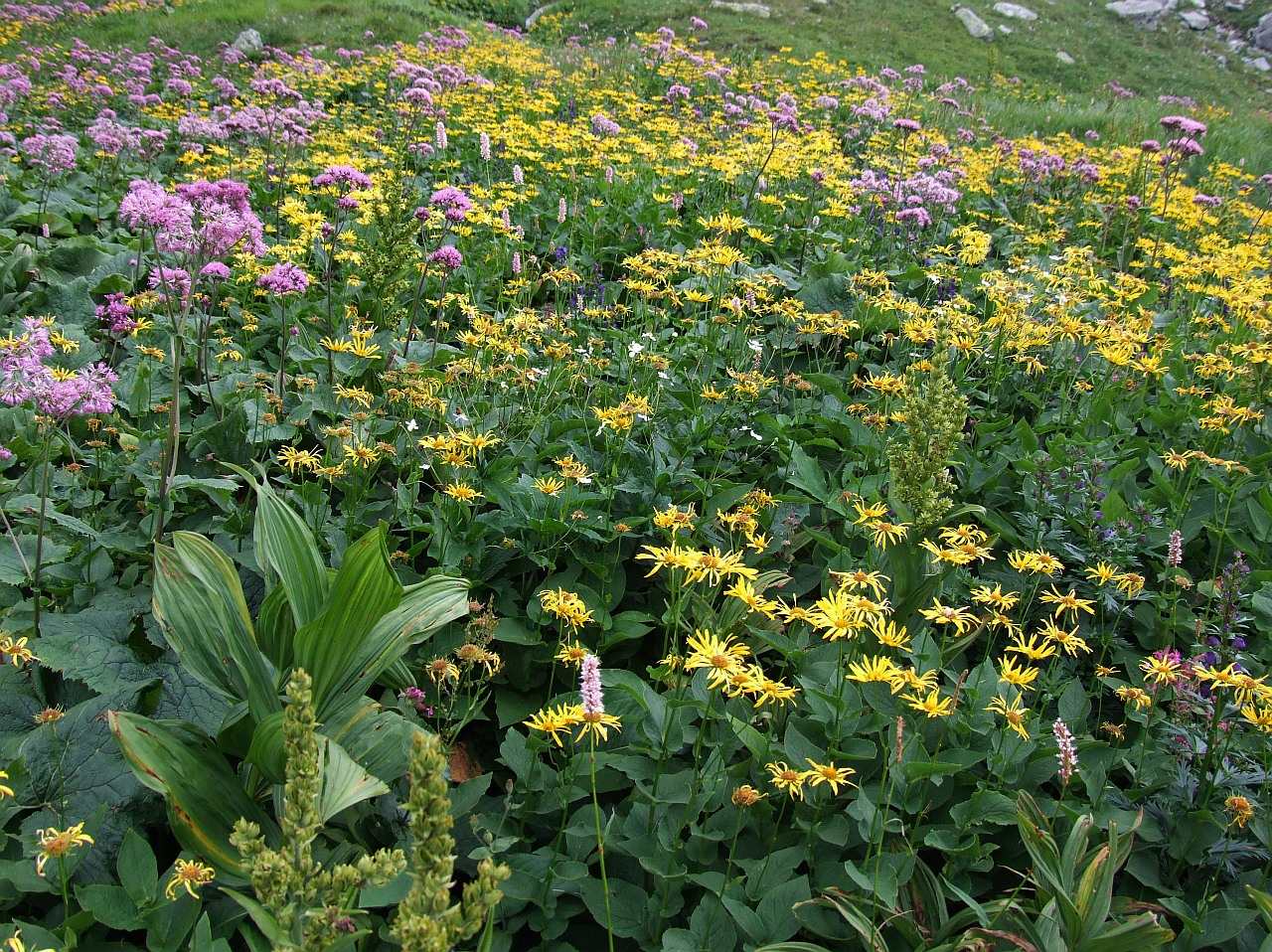
Bohatá květena Kvetnice

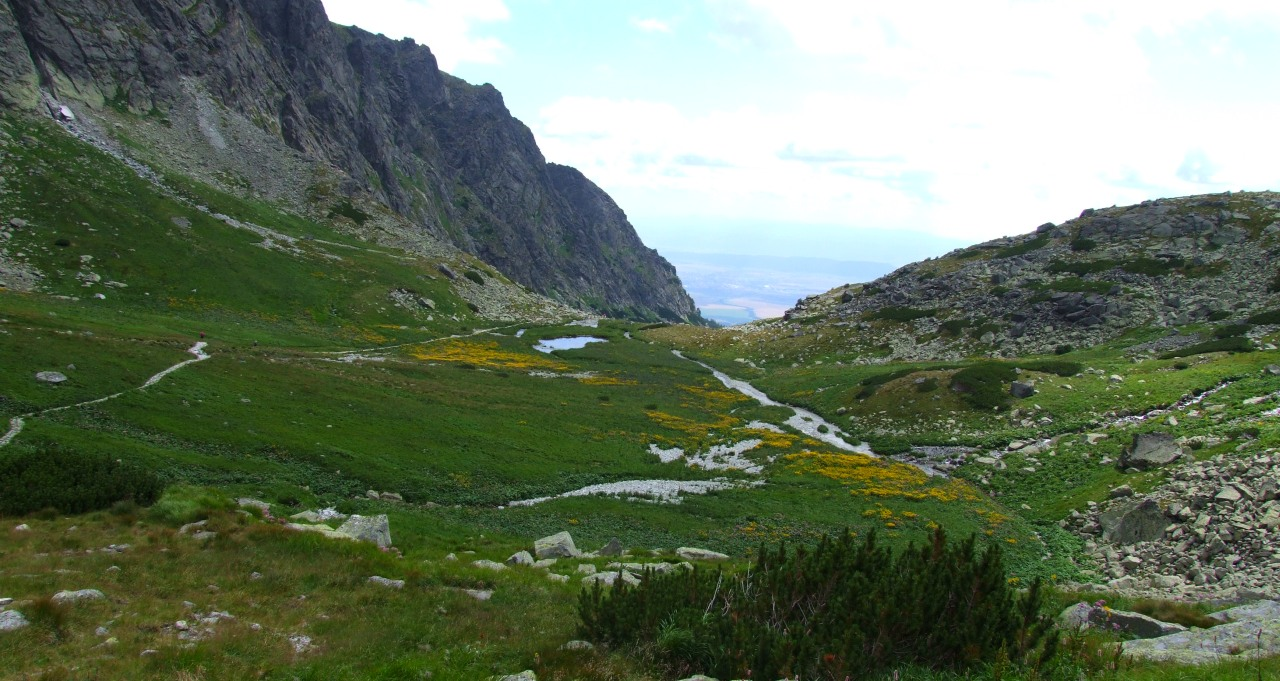
Kvetnica

Kvetnica (dříve Záhradka), ( polsky Wielicki Ogród, zriedkavejšie Kwietnik, dávnejšie už zabudnutý Pośrédnni Wielicki Ogród německy Blumengarten, Unterer Blumengarten, Felkaer Blumengarten maďarsky Virágoskert, Alsó Virágoskert, dávnejšie Virágkert je část Velické doliny nad Večným dážďom ve Vysokých Tatrách. Nachází se v nadmořské výšce 1820 - 1840 m n. m. 

## Chráněná příroda
Vznikla po ústupu ledovce, který zanechal nad Velickým plesem morénový val. Velké ledovcové jezero se časem zmenšilo na současné Kvetnicové pliesko. Po dávném jezeře zůstaly sedimenty bohaté na humus, na kterém vznikla jedna z najbujnejších vysokohorských tatranských botanických lokalit. Přispívá k tomu dolinou protékající Velický potok, který se na čele morény mění na Velický vodopád vtékající do Velického plesa. V okolí Kvetnicového plieska roste kamzičník rakouský (Doronicum austriacum), Havez česnáčková (Adenostyles alliariae), starček (Senecio nemorensis), kýchavice bílá Lobelova (Veratrum lobelianum), pryskyřník platanolistý (Ranunculus platanifolius), oměj tuhý pravý a jiné.
Tato část Velické doliny je přírodní rezervací, která je chráněna pro Velmi labilní geosystém ve střední části Vysokých Tater s pestrým a bohatým zastoupením glaciálních (i akumulačních - vzácné jsou ozy) forem Georeliéfu na krystaliniku a s mimořádně pestrou montánní až subniválnou vysokohorskou vegetací a faunou.  V dávných dobách se v údolí pásl dobytek a ovce.

## Název
Poukazuje na bohatou vegetaci horských luk této lokality. 

## Botanický přínos
První dolinu v roce 1644 zmiňuje kežmarský přírodovědec David Fröhlich pod názvem Würtzgarten - zahrada koření. Kvetnica upoutala pozornost švédského botanika Görana Wahlenberga. 

## Plesa
Kvetnicové pliesko 

## Turistika
Dolinou vede  zeleně značený turistický chodník z Tatranské Polianky přes Poľský hrebeň (2200 m n. m.) na Lysú Poľanu. Do doliny vede  žlutě značená trasa ze Starého Smokovce, na kterou se připojuje  modře značená trasa z Tatranských Zrubov. Spodní částí doliny vede  červená Tatranská magistrála z Hrebienka nebo od Popradského plesa. 